# 川上栄太郎
川上 栄太郎（榮太郎、かわかみ えいたろう、1870年6月13日（明治3年5月15日）- 1930年（昭和5年）9月28日）は、明治から昭和初期の酒造家、地主、実業家、政治家。衆議院議員、新潟県古志郡中通村長。

## 経歴
越後国古志郡摂田屋村、のちの新潟県古志郡中通村（上組村、宮内町を経て現長岡市 摂田屋）で、酒造業・川上生三郎の長男として生れた。1886年（明治19年）長岡中学校（現新潟県立長岡高等学校）を卒業。高橋竹之助から漢学・詩文を学んだ。1897年（明治30年）家督を相続し家業の酒造業を営んだ。
長岡酒造組合長、新潟県酒造組合連合会長、長岡米穀株式取引所理事長、新潟県地主協会評議員、中越酒造社長などを務めた。新潟県で耕地整理が開始された時、積極的に協力している。
1893年（明治26年）中通村長に就任し、村の長年の紛争を半年で解決に導いた。その後、新潟県会議員に選出された。1915年（大正4年）3月、第12回衆議院議員総選挙に新潟県郡部から立憲政友会所属で出馬して当選し、衆議院議員に1期在任した。